# Arthur F. Beck
Arthur F. Beck foi um produtor cinematográfico estadunidense que participou de várias companhias de cinema da era do cinema mudo, e esteve envolvido na produção de cerca de 20 filmes entre 1919 e 1936.

## Biografia

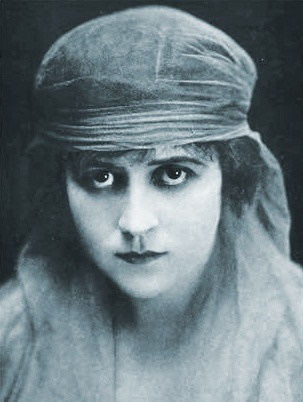
Leah Baird, esposa de Beck e estrela de muitos de seus filmes.

O nome de Beck esteve sempre ligado à produção em várias companhias, tais como Artco Productions, de Harry Raver; Arthur F. Beck Serial Productions; Encore Pictures, Gibraltar Pictures; Leah Baird Productions; Dietrich-Beck Inc.; Louis Tracy Productions; Embassy Pictures Corporation; Associated Exhibitors.
Em seu início na área de produção, em 1919 Beck foi produtor executivo do filme The Capitol, produzido pela Artco Productions, estrelado por Leah Baird, sua esposa.
Em julho de 1919, Beck faria uma parceria com Theodore C. Dietrich, formando a Dietrich-Beck Incorporation, e o primeiro filme produzido pela companhia foi The Bandbox, em 1919.
Já em 1920, então na companhia que levava seu nome, a Arthur F. Beck Serial Productions, a primeira produção de Beck foi o seriado em 15 episódios Trailed By Three, que foi distribuído pela Pathé.
Nos anos 1930, continuou produzindo como associado, e sua última produção associada foi Sky Parade, em 1936, produzido pela Paramount Pictures.

## Vida familiar
Em 1914, Arthur casou com Leah Baird, atriz e escritora de vários de seus filmes.

## Filmografia
- The Capitol (1919, produção executiva, Artco Productions)
- The Bandbox (1919, Dietrich-Beck Inc.)
- The Harvest Moon (1920, produção, Gibraltar Pictures & Dietrich-Beck Inc.)
- Cynthia of the Minute (1920, produção, Gibraltar Pictures & Leah Baird Productions)
- The Silent Barrier (1920, apresentação, Gibraltar Pictures & Louis Tracy productions)
- Trailed By Three (1920, produção, Arthur F. Beck Serial Productions)
- The Heart Line (1921, produção, Leah Baird Productions)
- Don't Doubt Your Wife (1922, produção, Leah Baird Productions)
- When the Devil Drives (1922, produção, Leah Baird Productions)
- When Husbands Deceive (1922, apresentação, Arthur F. Beck Serial Productions)
- Is Divorce a Failure? (1923, apresentação, Arthur Beck Productions)
- The Miracle Makers (1923, produção, Leah Baird Productions)
- The Destroying Angel (1923, produção, Arthur F. Beck Serial Productions)
- Barriers Burned Away (1925, apresentação, Encore Pictures)
- The Unnamed Woman (1925, produção, Embassy Pictures Corporation)
- Shadow of the Law (1926, produção, Associated Exhibitors & Paramount Pictures)
- Jungle Bride (1933, produção associada, I.E. Chadwick Productions, não-creditado)
- Sky Parade (1936, produção associada, Paramount Pictures)

## Arthur F. Beck Serial Productions
Arthur F. Beck Serial Productions foi uma companhia cinematográfica formada por Arthur F. Beck, em Nova Iorque. Foi responsável por três produções entre 1920 e 1922, entre elas o seriado Trailed By Three, em 15 capítulos com Stuart Holmes, ditribuído pela Pathé. Inicialmente o seriado recebeu o nome The Isle of Jewels, nome pelo qual também ficou conhecido. Os dois outros filmes da companhia foram escritos e estrelados pela atriz Leah Baird, esposa de Arthur Beck, e foram distribuídos pela Associated Exhibitors.